# 아티족
아티족(Ati)은 파나이섬에 있는 네그리토 민족 집단이다. 네그리토는 비사야 제도(세부섬, 보홀, 시키호르, 레이테, 사마르, 파나이, 마스바테, 네그로스 그리고 기마라스)와 필리핀 군도의 중앙부에 터전을 잡고 있다. 그들은 유전학적으로 다른 네그리토 민족 집단과 상관 관계가 있다. 루손섬의 아에타족, 팔라완섬의 바탁족, 그리고 민다나오섬의 마만와족이 대표적인 예이다.

## 역사
필리핀에서 아에타족 조상들은 '원주민' 또는 이 군도의 최초의 거주자였다. 그들은 아마도 2만~3만년 전에 필리핀 군도와 보르네오가 육교를 통해 연결되었던 지협(오늘날 팔라완섬을 구성하고 있는 잔재)을 통해 보르네오에서 도착한 것으로 추정된다. 구전에 따르면, 오늘 날 비사야 제도의 대부분에서 살고 있는 비사야족보다 앞서서 왔다.

10명의 보르네오 추장과 비니라얀 축제와 관련된 전설들을 살펴보면, 12세기 초에 비사야족의 선조들이 마카투나우 왕의 박해를 피해 어떻게 보르네오로부터 탈주하게 되었는 지를 말해준다. 푸티 추장과 수마크웰 추장 이끌고, 바랑가이라고 불리는 배를 타고, 그들은 파나이섬(당시에는 아니니파이라고 함) 남서 쪽에 수아라간이라고 불리는 강 근처에 상륙했다. 그리고 폴포란이라는 이름의 아티 수장과 그의 아들 마리쿠도로부터 땅을 목걸이와 황금 모자를 주고 물물교환하였다. 그 언덕은 아티족들에게 남겨졌고, 반면 평야와 강은 말레이족들의 몫이 되었다. 이 회담은 아티-아티한 축제를 토해 기념되고 있다. 그러나 이 전설은 사학자들에 의해 도전을 받았다.
스페인 식민지 시기에, 원주민들은 정복자 레가스피와 접촉을 하였고, 파나이섬을 식민지화하는 데 이용당했다.
현재, 그 원주민들은 최근 보라카이에서 목격되고 있는 영역 침해로 위협을 받고 있다. 그들이 직면한 또 다른 문제는 차별이다.

## 사람들

### 언어

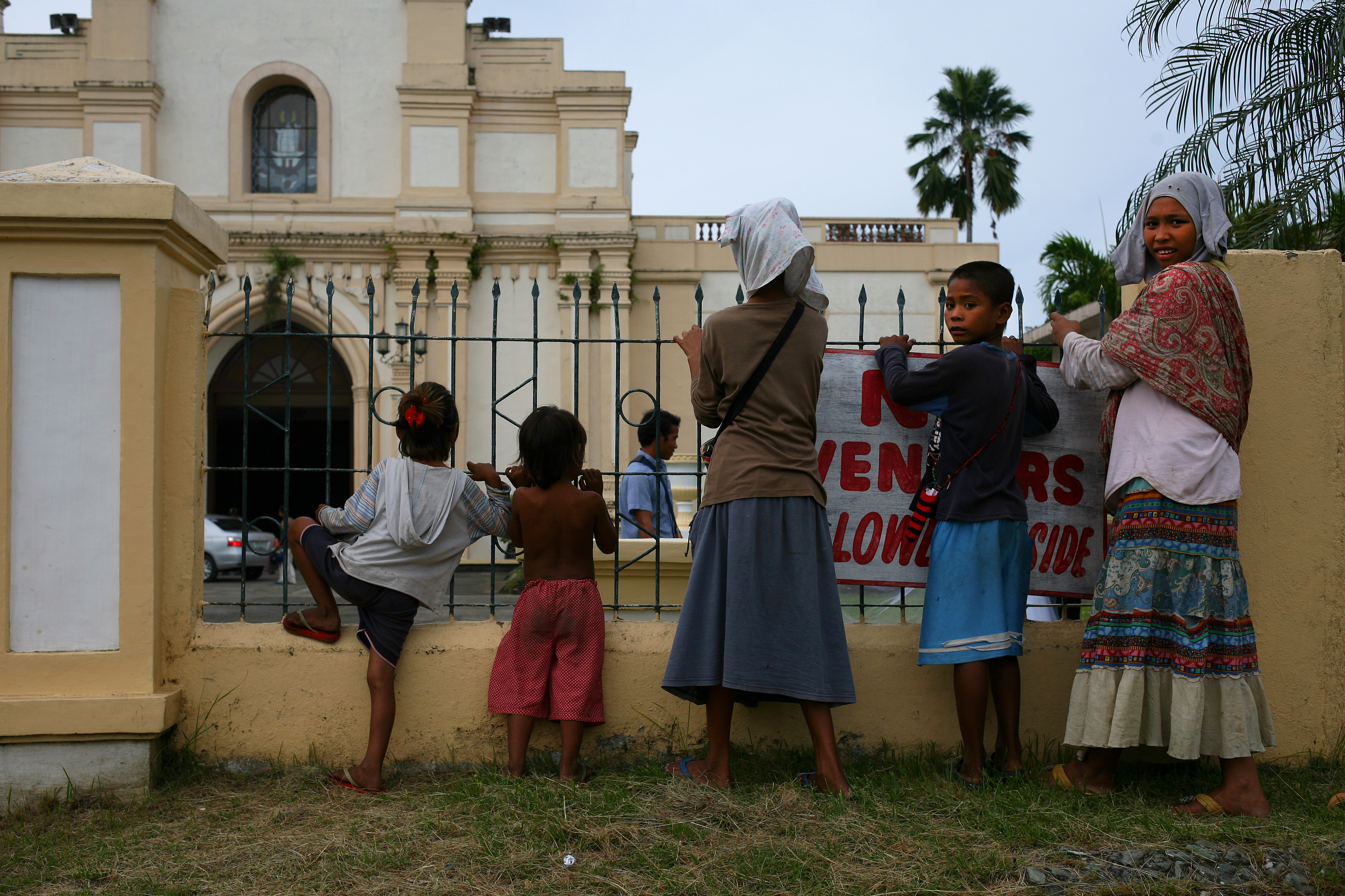
아클란주 칼리보의 아티족 가족

삼발어를 하는 북쪽의 다른 아에타족들과는 달리, 아티족은 이나티어라고 알려진 비사야어를 한다. 1980년을 기준으로, 이나티어 화자들의 수는 약 1,500명이다. 비사야어와 키나라이아어도 흔히 통용된다.

### 종교
아티족은 선령과 악령이 관계된 애니미즘의 한 형태를 관행적으로 행하고 있다. 이 신령들은 자연 정령으로 강과 바다, 하늘 그리고 산을 수호하는 신령들이다. 종종, 그들은 병을 일으키거나 위안을 가져다 준다. 네그로스에서 아티는 그들 자신을 타글루가(taglugar) 또는 타가푸요(tagapuyo)라고 언급한다. 이것은 정착이라는 것을 뜻하는 말이다. 외부와의 잦은 접촉으로 인해 이들의 종교에도 기독교가 도입되었다.

## 문화

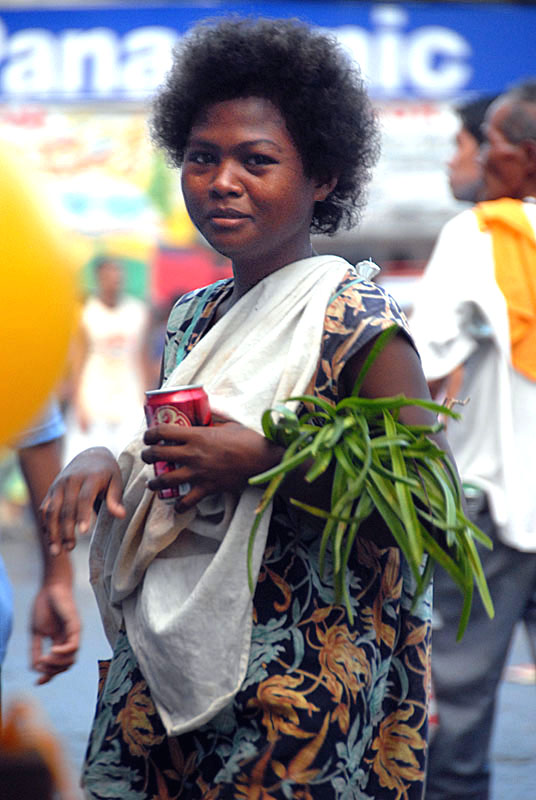
아티족 여인

### 의상
예전에는 이 나라의 다른 네그리토들처럼, 그들의 옷도 단순했다. 여자들은 대충 둘러 입는 스커트를 입었고, 때로는 나무 껍질로 만든 옷을 입었다. 남자들은 샅바 같은 것만 걸쳤었다. 그러나 오늘 날에는 티셔츠, 바지, 그리고 고무 샌들이 그들의 일상적인 옷이 되었다.
보석류도 자연에서 얻는 단순한 것들이었다. 어떤 것들은 꽃이나 식물에서 얻은 것들로 만들어졌고, 다른 것들은 동물 뼈, 특히 돼지 이빨로 만들어진 것들이었다.

### 약초
아티는 파나이섬에서 본초학의 실천자로 알려져 있다. 지방 사람들은 종종 몸에 붙은 거머리를 떼는 데 그들의 도움을 받기도 한다.